# Wulkow (Grünheide (Mark))
Wulkow ist ein bewohnter Gemeindeteil der Gemeinde Grünheide (Mark) im Landkreis Oder-Spree in Brandenburg.

## Geografische Lage
Wulkow liegt östlich des Gemeindezentrums und dort unmittelbar an der Spree, die von Osten kommend in südwestlicher Richtung am Gemeindeteil entlangfließt. Nordöstlich liegt der weitere Gemeindeteil Spreetal, südwestlich der Grünheider Ortsteil Mönchwinkel.

## Geschichte
Eine erste Erwähnung findet sich im Jahr 1606 als in den Akten von ann einem Ortte Aufm Wulcko genannt ann der Sprew berichtet wurde. Im Jahr 1670 erschien erneut eine Feldmark der Wulkow sowie im Jahr 1752 ein Eintrag über auf einem von Holtz entblösten Werder, die Wulke genannt. Eine im Folgejahr geplante Ansiedlung kam nicht zur Ausführung. Erst im Jahr 1759 errichtete der Förster Donath auf einer 17 Morgen 90 Quadratruten großen Fläche ein Einliegerhaus, um dort Arbeiterfamilien anzusetzen. Diese Siedlung erschien im genannten Jahr als ohnweit den Hangelsberg auf dem so genandten Wulckow.
Bis 1801 war hieraus ein Erbzinsvorwerk des Amt Fürstenwaldes entstanden, das 1⁄4 Meile von Handelsberg an der Spree im Handelsbergschen Revier bestand. Dort lebten mittlerweile drei Einliegerfamilien mit insgesamt 25 Personen, die drei Feuerstellen (=Haushalte) betrieben. Bis 1818 war die Anzahl auf mittlerweile 31 Personen angestiegen und sank leicht auf 30 Personen im Jahr 1840. In Wulkow standen nach wie vor drei Wohngebäude. Wulkow war in den Jahren 1862/1863 insgesamt 235,1 Morgen groß, von denen 222,3 Morgen als Acker, 2,2 Morgen als Gärten und 6,7 Morgen als Weidefläche genutzt wurden. Hinzu kamen 0,7 Morgen Flüsse und Bäche, 0,9 Morgen Hofräume und 1,1 Morgen Wege. Die Anzahl der Bewohner war auf mittlerweile nur noch 16 Personen gesunken (1864), stieg aber auf 36 Personen im Jahr 1871 wieder an und sank wiederum auf 20 Personen im Jahr 1885 und 26 Personen im Jahr 1895.
Im Jahr 1905 lebten in Wulkow mittlerweile 71 Personen. Der Ort wurde 1927 Staatsdomäne mit 65 Einwohnern (1925) und 1931 ein Wohnplatz von Hangelsberg.

## Kultur und Sehenswürdigkeiten

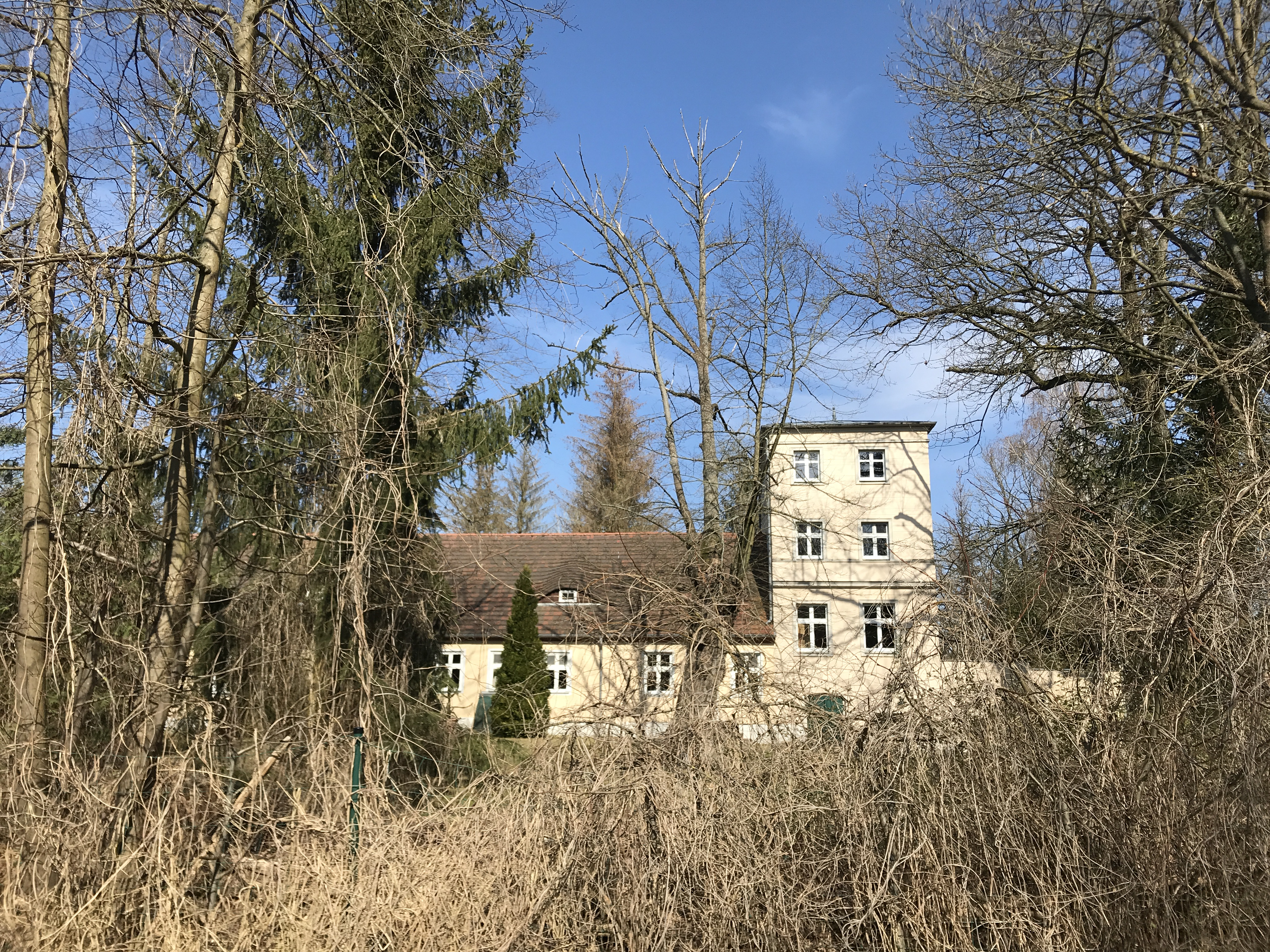
Gutshaus

- Um 1750 entstand im Ort ein Gutshaus, das die Familie Herrmann im Jahr 1870 erwarb und 1890 an Lina Herz weitergab. Es war von 1895 bis 1923 der Landsitz des Malers Curt Herrmann und wurde nach 1990 saniert.[2] Es handelt sich um ein eingeschossiges Bauwerk mit einem Turm.

## Persönlichkeiten
- Curt Herrmann, deutscher Maler, lebte von 1895 bis 1923 im Ort.